# Сезер, Семра
Семра Сезер (тур. Semra Sezer, урождённая Кюрюмоглу (тур. Kürümoğlu); род. 17 августа 1944, Енимахалле) — турецкий преподаватель. Первая леди Турции (2000—2007). Жена бывшего президента Турции Ахмета Недждета Сезера.

## Биография
Семра Кюрюмоглу родилась 17 августа 1944 года в Енимахалле в семье банковского работника Кемаля Кюрюмоглу. В 1961 году окончила школу в Анкаре.
Со своим мужем Ахметом Недждетом Сезером она познакомилась во время учёбы на юридическом факультете Анкарского университета. В 1963 году пара была помолвлена. Затем Семра бросила юридический факультет на втором курсе и поступила в Педагогическую школу Ататюрка для начального образования в Анкаре, чтобы стать учителем.
После завершения военной службы её жениха в 1964 году пара поженилась и переехала в город Диджле, провинция Диярбакыр, где её муж был назначен судьёй. В 1966 году Сезер родила первого ребёнка — дочь Зейнеп. Позже семья переехала в Еркёй, провинция Йозгат. В Еркёе у пары родились близнецы дочь Эбру и сын Левент.
В 1975 году семья окончательно переехала в Анкару, где с тех пор и жила. После более чем 30-летней службы Семра Сезер поступила на педагогический факультет Университета Хаджеттепе, получив степень бакалавра в 1996 году. В 1998 году она стала бабушкой благодаря рождению Зейнеп — ребёнка своей старшей дочери.
Семра Сезер работала учителем начальной школы в Дикле, Еркёе и Анкаре до 28 января 2000 года, когда вышла на пенсию.
В настоящее время Семра Сезер живёт со своим мужем в районе Анкары Гёльбаши.

## Деятельность
С 16 мая 2000 года по 28 августа 2007 года Семра Сезер была первой леди и хозяйкой Дворца Чанкая.
Сезер, как отмечается, очень щепетильно относилась к образованию и правам женщин. Под руководством Семры Сезер в 2001 году была запущена кампания по распространению грамотности, начатая в рамках «Национальной кампании поддержки образования» (тур. Ulusal Eğitime Destek Kampanyası) при сотрудничестве Фонда образования и культуры XXI века (тур. Yüzyıl Eğitim ve Kültür Vakfı, YEKÜV), Национального управления образования и Центрами народного образования в Стамбуле и была реализована при координации канцелярии губернатора Стамбула. Проект позволил открыть курсы грамотности в различных провинциях Анатолии, преимущественно в Стамбуле. В течение двух лет поддержки этого проекта сотни женщин научились читать и писать.

Выступала на 1-м Национальном женском фестивале в Измире 18 октября 2002 года. Фестиваль охватывал такие вопросы, как повышение активности женщин, расширение механизмов принятия решений, улучшение условий жизни и определение разнообразия занятий.

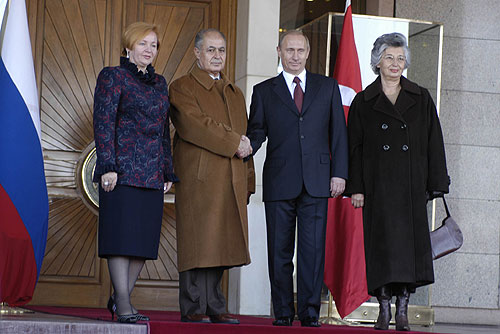
Семра Сезер и Ахмет Недждет Сезер с президентом России Владимиром Путиным и его супругой Людмилой Путиной. Дворец Чанкая, 6 декабря 2004 года

Семра Сезер сопровождала своего супруга Ахмета Недждета Сезера в различных встречах между лидерами государств. Например она вместе с мужем присутствовала на «Саммите тысячелетия». Семра Сезер присутствовала на встрече с президентом России Владимиром Путиным и его супругой Людмилой Путиной в 2004 году и на встрече с президентом Эстонии Арнольдом Рюйтелем и его супругой Ингрид Рюйтель. В рамках своей специальной программы Ингрид Рюйтель встретила Семру Сезер и посетила художественно-ремесленный институт, где познакомилась с турецкими национальными костюмами.
29 июня 2006 года в рамках первого официального визита в Москву Ахмета Недждета Семра Сезер супруга президента Турции Семра Сезер посетила Московский государственный объединённый музей-заповедник, совершила прогулку по Коломенскому.
Известна своим скромным образом жизни. Сезер не красила свои седые волосы, ногти и не носила украшений. Однажды Сезер встала в очередь на медицинский осмотр в больнице, что показалось необычным обществу.
Находясь на посту первой леди Турции, часто избегала СМИ. После того, как она освободила эту должность, изредка появлялась на публике, как и её муж, и участвовала в незначительных мероприятиях.